# Интерлейкин 33
Интерлейкин 33 (англ. interleukin 33, IL-33) — цитокин, принадлежащий к семейству интерлейкина 1, обладает сходством с интерлейкином 1 и фактором роста фибробластов. Экспрессируется многими клетками организма, его уровень строго коррелирует с уровнем воспаления в ткани. В отличие от провоспалительного интерлейкина 1 интерлейкин 33 обладает иммунорегуляторными свойствами.

## Свойства
Интерлейкин 33 синтезируется в виде предшественника с молекулярной массой 30 кДа, после отщепления пропептида под действием фермента каспазы 1 превращается в зрелый белок массой 18 кДа. Зрелый белок секретируется и регулирует активность Т-хелперов 2 типа. Однако, синтезированный интерлейкин 33 может и не проходить стадию созревания. В этом случае он действует как фактор транскрипции благодаря наличию сигнала ядерной локализации в пропептиде. 